# Delphi (film)
Delphi er en dansk kortfilm fra 2016 instrueret af Søren Peter Langkjær Bojsen.

## Handling
Denne artikel mangler et handlingsreferat. Hjælp os med at skrive det.

## Medvirkende
- Simon Bennebjerg, Sigurd Bech Bendixen
- Adam Ild Rohweder, Nikolaj Valdemar Lauersen
- Henrik Holmen